# New Plymouth (Idaho)
New Plymouth é uma cidade localizada no estado americano de Idaho, no Condado de Payette.

## Demografia
Segundo o censo americano de 2000, a sua população era de 1400 habitantes.
Em 2006, foi estimada uma população de 1422, um aumento de 22 (1.6%).

## Geografia
De acordo com o United States Census Bureau tem uma área de
1,8 km², dos quais 1,8 km² cobertos por terra e 0,0 km² cobertos por água.

## Localidades na vizinhança
O diagrama seguinte representa as localidades num raio de 28 km ao redor de New Plymouth.